# Glyceria multiflora
Glyceria multiflora är en gräsart som beskrevs av Ernst Gottlieb von Steudel. Glyceria multiflora ingår i släktet glycerior, och familjen gräs. Inga underarter finns listade i Catalogue of Life.